# Joaquim Rifé
Joaquim Rifé Climent, né le 4 février 1942 à Barcelone en Catalogne (Espagne), est un joueur international de football espagnol devenu par la suite entraîneur. Son frère Llorenç Rifé est aussi footballeur.

## Biographie
Joaquim Rifé commence à jouer avec les juniors du CE Júpiter.
Milieu de terrain, il réalise l'essentiel de sa carrière au FC Barcelone avec lequel il dispute 449 matchs de compétitions officielles en douze saisons (de 1964 à 1976), et dont il devient le capitaine. Il compte également quatre sélections en équipe d'Espagne, entre 1968 et 1970. 
Après sa retraite sportive, il devient entraîneur et prend notamment en charge l'équipe du Barça lors de la saison 1978-1979 remportant la Coupe des coupes.
Il fonde en 1984 une académie de football baptisée Escuela TARR, nom qui répond aux initiales des fondateurs : Torres, Asensi, Rexach et Rifé.

## Palmarès
Joueur
- Championnat d'Espagne (1) : 1973-1974.
- Coupe d'Espagne (2) : 1967-1968, 1970-1971.
- Coupe des villes de foires (1) : 1965-66.

Entraîneur
- Coupe d'Europe des vainqueurs de coupe (1) : 1978-79.